# Zes Oktober (gouvernement)
Zes Oktober (As-Sadis min Uktubar, Arabisch: محافظة السادس من أكتوبر) is een voormalig gouvernement van Egypte. Het ligt in het noorden van Egypte, vlak bij de hoofdstad Caïro. De hoofdstad van het gouvernement was de gelijknamige universiteitsstad. Zes Oktober werd op 18 april 2008 gecreëerd, samen met het gouvernement Helwan.
Zes Oktober telde ongeveer een half miljoen inwoners. Op 14 april 2011 werd het alweer opgeheven en bij het Gizehgouvernement gevoegd.
Ad Daqahliyah · Al Buhayrah · Alexandrië · Al Gharbiyah · Al Minufiyah · Al Qalyubiyah · Ash Sharqiyah · Assioet · Aswan · Beni Suef · Caïro · Damietta · Fajoem · Gizeh · Ismaïlia · Kafr el Sheikh· Luxor · Matruh  · Minya · Nieuwe Vallei · Noord-Sinaï · Port Said · Qina · Rode Zee · Suez · Suhaj  · Zuid-Sinaï